# Преспа
Вижте пояснителната страница за други значения на Преспа.
Преспите са локални натрупвания на сняг.
Преспите често се образуват в резултат на неравномерното отлагане на снега под действието на вятъра по време на снеговалеж, особено при виелици, както и при придвижване от вятъра на вече паднал на земята лек сняг. Обикновено преспите се образуват в зони на локално намаляване на скоростта на вятъра, поради неравности в терена или други подобни препятствия.
Преспите могат да затруднят проходимостта на пътища и железопътни линии, чийто напречен профил често благоприятства образуването им, създавайки локални зони с намалена скорост на вятъра. В някои случаи за предотвратяване на образуването на преспи край пътищата се поставят снегозащитни прегради.